# Maxillicosta
Maxillicosta är ett släkte av fiskar. Maxillicosta ingår i familjen Neosebastidae.
Kladogram enligt Catalogue of Life:
| Maxillicosta | \| \| Maxillicosta lopholepis \| \| \| \| \| \| Maxillicosta meridianus \| \| \| \| \| \| Maxillicosta raoulensis \| \| \| \| \| \| Maxillicosta reticulata \| \| \| \| \| \| Maxillicosta scabriceps \| \| \| \| \| \| Maxillicosta whitleyi \| \| \| \| |
|              | \| \| Maxillicosta lopholepis \| \| \| \| \| \| Maxillicosta meridianus \| \| \| \| \| \| Maxillicosta raoulensis \| \| \| \| \| \| Maxillicosta reticulata \| \| \| \| \| \| Maxillicosta scabriceps \| \| \| \| \| \| Maxillicosta whitleyi \| \| \| \| |
|              | Neosebastes |
|              | |
|              | Maxillicosta lopholepis |
|              | |
|              | Maxillicosta meridianus |
|              | |
|              | Maxillicosta raoulensis |
|              | |
|              | Maxillicosta reticulata |
|              | |
|              | Maxillicosta scabriceps |
|              | |
|              | Maxillicosta whitleyi |
|              | |

|  | Maxillicosta lopholepis |
|  |                         |
|  | Maxillicosta meridianus |
|  |                         |
|  | Maxillicosta raoulensis |
|  |                         |
|  | Maxillicosta reticulata |
|  |                         |
|  | Maxillicosta scabriceps |
|  |                         |
|  | Maxillicosta whitleyi   |
|  |                         |